# Flade Sø
Flade Sø er en 485 hektar stor lavvandet sø i Thisted Kommune i Thy. Den var sammen med Ørum Sø oprindelig en del af Krik Vig i Limfjorden, men blev afskåret fra vigen på grund af sandflugt. Senere, i 1868,  forsøgte man sig også med en udtørring og gravede en afvandingskanal fra søen til Krik Vig. Det viste sig dog hurtigt at det var for kostbart at opretholde udpumpningen af vand fra søen til fjorden. Allerede i 1882 opgav man projektet og lod vandet stå i søen. Flade Sø ligger næsten ud til Vesterhavet, hvor den er beskyttet af et 250 m bredt klitdige og flere høfder på stranden. Mod syd ligger byen Agger og mod øst Ørum Sø. 

## Fredning
Flade Sø ligger i Nationalpark Thy og har siden 1976 været en del af en naturfredning på 3327 hektar, som også omfatter Lodbjerg Klitplantage og Lodbjerg Klithede.